# Menrva

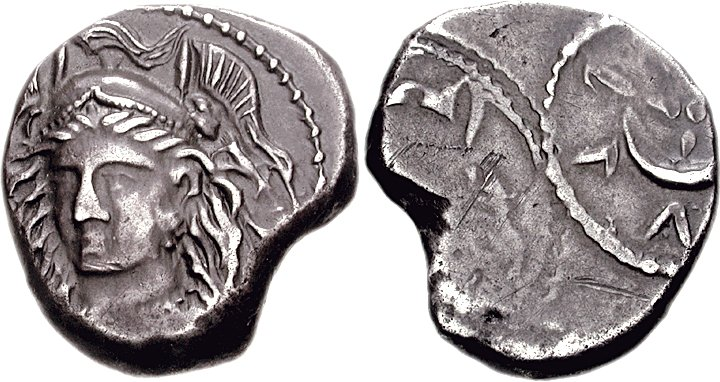
Menrva

Menrva is een figuur uit de Etruskische mythologie. Zij is de godin van wijsheid, oorlog, kunst, educatie en handel.
Menrva is geboren uit het hoofd van Tinia en is een van de Trias of drie-eenheid samen met Tinia en Uni. Zij is de Etruskische tegenhanger van de Romeinse godin Minerva en de Griekse godin Athena. Net als Athena draagt zij een harnas, een helm en een speer.